# Elecciones estatales extraordinarias de Coahuila de 2010
Las elecciones estatales extraordinarias de Coahuila de 2010 se llevaron a cabo el domingo 4 de julio de 2010, y en ellas fueron elegidos los siguientes cargos de elección popular en el estado mexicano de Coahuila:
- Ayuntamiento del Municipio de Lamadrid.
- Ayuntamiento del Municipio de Juárez.[1]

## Resultados electorales

### Ayuntamientos

#### Ayuntamiento de Lamadrid
|  | 43.03 % |

|  | 0.08 % |

|  | 54.29 % |

|  | 1.34 % |

|  | 0.17 % |

|  | 0.25 % |

|  | 0.84 % |

|  | 0.00 % |

|  | 99.42 % |

|  | 0.58 % |

|  | 76.78 % |

|  | 23.22 % |

#### Ayuntamiento de Juárez
|  | 53.52 % |

|  | 46.16 % |

|  | 0.30 % |

|  | 74.56 % |

|  | 25.43 % |